# Dietmar Hötger
Dietmar Hötger (* 8. Juni 1947 in Hoyerswerda) ist ein ehemaliger Judoka aus der Deutschen Demokratischen Republik (DDR). Nach seiner Laufbahn als aktiver Sportler war Hötger einer der erfolgreichsten deutschen Judotrainer.

## Leben
Hötger begann bei Traktor Großenhain mit dem Judosport und wurde dann zum SC Dynamo Hoppegarten delegiert. Dort trainierte der Halbmittelgewichtler unter Gert Schneider. 1969 gewann Hötger seinen ersten DDR-Meistertitel. Bei der Europameisterschaft 1970 stand er im Finale seinem Landsmann Rudolf Hendel gegenüber, Hendel gewann den Titel. 1971 erkämpfte Hötger WM-Bronze, im folgenden Jahr siegte Hötger bei der Europameisterschaft im Finale gegen den sowjetischen Judoka Anatolij Nowikow. Bei den Olympischen Spielen in München unterlag er im Halbfinale dem Polen Antoni Zajkowski und erhielt die Bronzemedaille. 1973 besiegte Hötger im Finale der Europameisterschaft den Westdeutschen Engelbert Dörbandt, in Lausanne verlor Hötger im Weltmeisterschaftsfinale gegen den Japaner Toyokazu Nomura. Nach einer Bronzemedaille bei der Europameisterschaft 1975 erreichte Hötger 1976 noch einmal das Finale, unterlag aber dort dem sowjetischen Judoka Waleri Dwoinikow. Bei den Olympischen Spielen in Montreal schied er in der dritten Runde gegen den Franzosen Patrick Vial aus.
Hötger wurde als Sportsoldat beim Wachregiment „Feliks Dzierzynski“ des Ministeriums für Staatssicherheit zum Oberleutnant befördert und hatte neben seiner Sportler-Karriere eine Ausbildung an der Deutschen Hochschule für Körperkultur absolviert. Nach Beendigung seiner aktiven Karriere wurde Hötger zuerst Juniorentrainer, danach Cheftrainer bei Dynamo Hoppegarten. Als Auswahltrainer des Deutschen Judo-Verbandes (DJV) betreute er zusammen mit Henry Hempel 1978 das DJV-Team, das zur EM in Helsinki antrat und als Wunderteam in die EM-Historie einging. Die DJV-Judokas errangen in Helsinki fünf der insgesamt acht Gold-Medaillen und alle teilnehmenden DJV-Judokas erreichten einen Medaillenrang. Dietmar Hötger trainierte den einzigen DDR-Olympiasieger im Judo Dietmar Lorenz, daneben führte er Günter Krüger, Detlef Ultsch, Andreas Preschel, Henry Stöhr, Torsten Bréchôt und Sven Loll zu internationalen Medaillen. Für seine Leistungen als Trainer wurde er 1988 mit dem Orden Banner der Arbeit Stufe I ausgezeichnet. Nach der Wende wurde Hötger Assistenztrainer des Deutschen Judo-Bundes, von 1993 bis 2000 war Hötger Bundestrainer. Unter anderem führte er Udo Quellmalz zum Weltmeistertitel und Olympiasieg. Nach seiner Zeit als Bundestrainer übernahm Hötger in Berlin bis zu seiner Pensionierung die Judoausbildung bei der Bundespolizei.
Hötger ist Ehrenbürger der Gemeinde Hoppegarten.